# 凌友诗
凌友诗（1962年—），第十四屆港區全國人大代表，第十三屆全國政協委員，中國和平統一促進會香港總會常務副會長，全國港澳研究會理事，全國台聯特邀理事，中大當代中國文化研究中心榮譽研究員，前香港特區政府中央政策組高級研究主任。

## 生平

### 早年经历
其父是广东廣州市番禺人，1949年來到台湾，曾担任中華民國海军副舰长，參與過金门炮战。凌友诗出生於台湾高雄眷村、自述十七歲（一說十六歲）時全家移居香港。
凌友诗在香港中文大学獲得中文系學士，并以《馮延巳詞論析》取得中文硕士。但她认为，“中国的命运还是围绕着政治在起伏，如果我不从政治上去参透我们面对的问题，我没有办法为我的国家做深度的解析。”
随后，她又以《七八年後的中央地方關係以及其政治意涵》获得香港中文大学政治学硕士，並于2003年以《To revive morality: a Kantian critique of Rawls's theory of justice（道德的復興：對羅爾斯正義論的一種康德式的批判）》於香港大學取得政治哲學博士。

### 早期仕途
2005年，凌友诗擔任香港特区政府中央政策组高级研究主任。後成為香港中文大学当代中国文化研究中心荣誉研究员。凌友诗長期在《大公報》上撰文。此後又擔任三届的福建省政协委员以及第十二届全国妇联执委。
据其自述，2014年初，凌友诗读到钱穆先生晚年授课时的一句话，让她大哭不能自已。“据说这是钱先生在讲完人生最后一堂课上说的。他说，其实我授课的目的并不是教学生，而是要招义勇兵，看看有没有人自愿牺牲要为中国文化献身！我看完这句话，对着书本，隔空向钱穆报道，‘钱先生：凌友诗，到！’”

### 十三届政协
2018年起成为中國人民政治協商會議全國委員會香港地區委員。
2019年3月11日，中國人民政治協商會議第十三屆全國委員會第二次会议第四次全体会议上，凌友诗自稱「平凡台灣女孩」並用夸张表情和高亢语调发言称：“世界上只有一个中国，全中国的唯一合法代表政府是中华人民共和国政府。我以能作为一个堂堂正正的中国人参与国家的政治体制而自豪！”
对于凌友詩「聲情並茂」的發言，台灣作家李戡在微博上發文批凌友詩噁心，「拜託找樣板也找個像樣點的」。北京大學法學院教授賀衛方則作了一首打油詩調侃：「花枝慢搖站講台，媚語嗲聲似招懷。滿口不倫不類理，五十七歲一女孩。」
中華民國内政部則以凌友诗担任中華人民共和国政协委员违反《台湾地区与大陆地区人民关系条例》（兩岸人民關係條例），且發表统战言论，決定对其罚款新台币50万元。凌友詩表示《兩岸人民關係條例》為違憲的惡法，且違反人權，保留抗訴的權利。
2021年3月8日，凌友诗獲得中国政协委员优秀履职奖。同時在該年的兩會上，她建議立國家統一法「懲罰台獨」，並認為若有人做出阻礙祖國統一的「台獨」行為，都應該被列入「台獨分子清單」。

### 十四届人大
2022年12月15日，当选为第十四届全国人民代表大会香港特别行政区代表。提議修訂《反分裂國家法》，並汲取香港教訓對一國兩制台灣方案提出選舉限縮，省長中央指派，國軍編入解放軍，課綱以大陸為準，廢除中華民國憲法等，貫徹「一個國家、一部憲法、一支軍隊」。
2023年3月7日，凌友诗在第十四届全国人民代表大会第一次会议中表示「一國兩制台灣方案」應該修改為「一國一制」。2023年5月11日，涉及違反《台灣地區與大陸地區人民關係條例》規定，案經內政部查處，裁處50萬元罰鍰。5月21日，凌友詩接受旺报訪問回應稱，她認爲《兩岸人民關係條例》是一中架構法理下的內戰條款，若臺灣方面接受一中框架，承認九二共识，她才會考慮繳款。凌友詩認爲，陸委會對她開罰，此舉是希望產生殺雞儆猴的效果，企圖限縮兩岸民間交流。